# Hugo Weisgall
Hugo David Weisgall (13. října 1912, Ivančice – 11. března 1997, Long Island, USA) byl americký hudební skladatel a dirigent českého, resp. moravského původu známý zejména svými operami a vokálními skladbami.

## Životopis
Weisgall, syn židovského kantora Abby Josefa Weisgalla, se narodil v moravských Ivančicích. Do Spojených států se s rodiči přestěhoval, když mu bylo osm let. Studoval hudbu na Peabodyho institutu Univerzity Johnse Hopkinse v Baltimoru, soukromě ještě u amerického skladatele Rogera Sessionse a na Curtisově hudebním institutu ve Filadelfii u dirigenta Fritze Reinera a skladatele Rosaria Scalera. Později získal na Univerzitě Johnse Hopkinse ještě doktorát z německé literatury. Za 2. světové války byl pobočníkem generála George Pattona. Po jejím skončení se stal profesorem a vyučoval na Queens College Městské univerzity v New Yorku, na Juilliardově škole a v Americkém židovském semináři, který také sídlí na Manhattanu. K jeho významným studentům patří skladatelé Dominick Argento a Bruce Saylor a akordeonista a skladatel William Schimmel.
Weisgall pocházel z rodiny, z níž vzešlo několik generací chazanů (kantorů), a udržel si celoživotní zájem jak o duchovní, tak o světskou židovskou hudbu. V roce 1992 byl Společností přátel knihovny Židovského teologického semináře pověřen, aby napsal písňový cyklus, Psalm of the Distant Dove (Žalm vzdálené holubice), jenž by připomínal 500. výročí vyhnání Židů ze Španělska, takzvaného Alhamberského dekretu. Mezi jeho další významná díla patří především opery Athaliah (libreto Frank Goldman podle Jeana Racina) a Six Characters in Search of an Author (Šest postav hledá autora; libreto: Denis Johnston podle Luigiho Pirandella).
Hugo Weisgall zemřel ve věku 84 let na Long Islandu ve státě New York.

## Výběr z díla

### Opery
- Night (Noc, 1932, nebyla veřejně provedena). Jednoaktová opera, libreto podle hry Šaloma Aše.
- Lilith (1934, nebyla veřejně provedena). Jednoaktová opera, libreto podle hry L. Elmana.
- The Tenor (1948–1950). Jednoaktová opera, libreto: Karl Shapiro a Ernst Lert (podle hry Franka Wedekinda). Světová premiéra: 11. 2. 1952 Baltimore (Peabody Opera Company; dirigent: Hugo Weisgall).
- The Stronger (Silnější, 1952). Jednoaktová opera, libreto: Richard Henry Hart (podle hry Den Starkare od Augusta Strindberga). Světová premiéra (klavírní verze): 9. 8. 1952 Westport, Connecticut (White Barn Theatre; Hilltop Opera Company). Světová premiéra (orchestrální verze): 1955 New York (Kolumbijská univerzita).
- Six Characters in Search of an Author  (Šest postav hledá autora, 1953–1956). Tříaktová opera, libreto: Denis Johnston (podle hry Luigiho Pirandella). Světová premiéra: 26. 4. 1959 New York (New York City Opera; s Beverly Sills koloraturní soprán)
- Purgatory (Očistec, 1958). Jednoaktová opera, libreto podle hry Williama Butlera Yeatse. Světová premiéra: 17. 2. 1961 Washington (Knihovna Kongresu).
- The Gardens of Adonis (Adonisovy zahrady, 1959, přepracováno 1977–1981). Opera o 3 scénách, libreto: Jon Olon-Scrymgeour (podle hry Venuše a Adonis od Andrého Obého, na téma eponymní Shakespearovy básně Venuše a Adonis). Světová premiéra: 12. 9. 1992 Omaha, Nebraska (Witherspoon Concert Hall)
- Athaliah (1960–1963). Dvoudílná opera, libreto: Richard Frank Goldman (podle Racinovy hry Atalia (1691). Světová premiéra: 17. 2. 1964 New York (koncertní provedení).
- Nine Rivers from Jordan (Devět řek Jordánu, 1964–1968). Opera s prologem a 3 akty, libreto: Denis Johnston. Světová premiéra: 9. 10. 1968 New York (New York City Opera).
- Jenny, or The Hundred Nights (Jenny neboli sto nocí, 1975/76). Jednoaktová opera, libreto: John Hollander (podle dramatu Nó od Jukia Mišimy). Světová premiéra: 22. 4. 1976 (Juilliard School, American Opera Center).
- Will You Marry Me? (Vezmeš si mě?, 1989). Jednoaktová opera, libreto: Charles Kondek (podle hry A Marriage Has Been Arranged od Alfreda Sutra). Světová premiéra: 8. 3. 1989 New York (Opera Ensemble of New York).
- Esther (1990–1993). Tříaktová opera, libreto: Charles Kondek (podle Knihy Ester). Světová premiéra: 8. 10. 1993 New York (New York City Opera).

### Vokální skladby
- A Garden Eastward Cantata pro soprán a orchestr
- A Song of Celebration pro tenor, soprán, sbor a orchestr
- Evening Prayer for Peace (Ki el shomrenu) pro sbor a cappella
- Fancies and Inventions pro baryton a 5 nástrojů
- Fortress, Rock of Our Salvation (Moos tzur) pro sbor a cappella
- Lyrical Interval písňový cyklus pro bas a klavír
- Psalm of the Distant Dove chvalozpěv pro mezzosoprán a klavír
- So Spake Rabbi Akiba (Omar Rabbi Akiba) pro sbor a cappella
- Liebeslieder pro soprán a klavír